# Patrick Division
La Patrick Division della National Hockey League fu fondata nel 1974 come parte della Clarence Campbell Conference. Nel 1981 si trasferì nella Prince of Wales Conference. La Division andò avanti per 19 stagioni fino al 1993.
Il suo nome fu attribuito in onore di Lester Patrick. Fu l'antecedente della Atlantic Division.

## Campioni di Division nella stagione regolare
- 1974-75 -  Philadelphia Flyers (51-18-11, 113 pt.)
- 1975-76 -  Philadelphia Flyers (51-13-16, 118 pt.)
- 1976-77 -  Philadelphia Flyers (48-16-16, 112 pt.)
- 1977-78 -  New York Islanders (59-10-11, 111 pt.)
- 1978-79 -  New York Islanders (51-15-14, 116 pt.)
- 1979-80 -  Philadelphia Flyers (48-12-20, 116 pt.)
- 1980-81 -  New York Islanders (48-18-14, 110 pt.)
- 1981-82 -  New York Islanders (54-16-10, 118 pt.)
- 1982-83 -  Philadelphia Flyers  (49-23-8, 106 pt.)
- 1983-84 -  New York Islanders (50-26-4, 104 pt.)

- 1984-85 -  Philadelphia Flyers  (53-20-7, 113 pt.)
- 1985-86 -  Philadelphia Flyers  (53-23-4, 110 pt.)
- 1986-87 -  Philadelphia Flyers  (46-26-8, 100 pt.)
- 1987-88 -  New York Islanders (39-31-10, 88 pt.)
- 1988-89 -  Washington Capitals (41-29-10, 92 pt.)
- 1989-90 -  New York Rangers (36-31-13, 85 pt.)
- 1990-91 -  Pittsburgh Penguins (41-33-6, 88 pt.)
- 1991-92 -  New York Rangers (50-25-5, 105 pt.)
- 1992-93 -  Pittsburgh Penguins (56-21-7, 119 pt.)

## Campioni di Division nei Playoff
- 1981-82 -  New York Islanders
- 1982-83 -  New York Islanders
- 1983-84 -  New York Islanders
- 1984-85 -  Philadelphia Flyers
- 1985-86 -  New York Rangers
- 1986-87 -  Philadelphia Flyers
- 1987-88 -  New Jersey Devils
- 1988-89 -  Philadelphia Flyers
- 1989-90 -  Washington Capitals
- 1990-91 -  Pittsburgh Penguins
- 1991-92 -  Pittsburgh Penguins
- 1992-93 -  New York Islanders

## Vincitori della Stanley Cup prodotti
- 1974-75 -  Philadelphia Flyers
- 1979-80 -  New York Islanders
- 1980-81 -  New York Islanders
- 1981-82 -  New York Islanders
- 1982-83 -  New York Islanders
- 1990-91 -  Pittsburgh Penguins
- 1991-92 -  Pittsburgh Penguins

## Vincitori della Presidents' Cup prodotti
- 1991-92 -  New York Rangers
- 1992-93 -  Pittsburgh Penguins

## Vittorie della Division per squadra
| Squadra             | Titoli vinti | Ultima vittoria |
| ------------------- | ------------ | --------------- |
| Philadelphia Flyers | 8            | 1987            |
| New York Islanders  | 6            | 1988            |
| Pittsburgh Penguins | 2            | 1993            |
| New York Rangers    | 2            | 1992            |
| Washington Capitals | 1            | 1989            |